# 903型综合补给舰
903型综合补给舰（北约称“福池级补给舰”）是中国人民解放军海军新型大型综合补给舰，后期改进型号称903A，其与903型的区别是排水量从20530吨增加到23000吨。目前已建造14艘，9艘已服役。该舰是中国新一代大型远洋综合补给舰，其补给设备较早期的905型远洋补给舰有大量改进，可通过横向、纵向、垂直和靠帮等方式实施补给作业，具备两舷三向四站同时补给能力，能完成更加复杂情况下的舰队补给任务。并且航速较以商船为标准建造的“青海湖号”有所提高，最高航速號稱达到20节，补给舰高速的好處是可以伴随舰队行动，例如901型綜合補給艦更需達25節。此級补给舰服役後标志着解放军海军具备基本的的远洋作战能力，并在随后的索马里护航任务中证明了这一点。
903型综合补给船早期采用了部分前蘇聯製造的设备，后期全部实现国产化。该型补给船曾进行过电子设备的全面升级，具有较高的编队通信能力和物资自动化统计及上报编队指挥舰的能力，903型設有完善的医疗设施，能实施海上早期救治，並结合直升机转运伤患病号。舰上的医疗设施包括手术室、医务室、检验室、消毒室、X光线室及暗室、医药器材室、口腔治疗室、双人隔离病房和双人病房、加护病房（ICU）等，能进行日常诊疗和一般的外科手术。

## 前身
20世纪90年代末，中国为泰国海军轻型航母编队建造的综合补给舰锡米兰号（Similan），普遍认为是中国建造现代化综合补给舰的一个尝试，而随后几年中中国吸取了经验和教训，在锡米兰号的基础上改进，最终由中国船舶工业公司708所设计定型了903型综合补给舰。

## 历史
2007年7月24日与广州号导弹驱逐舰（舷号168）对欧洲四国进行友好访问。2008年12月26日与海口号驱逐舰、武汉号驱逐舰从海南三亚启航前往亚丁湾海域执行护航任务，以保护中国及其他相关国际组织过往船只免受索马里海盗的侵袭。
同级别的综合补给舰还有千岛湖号综合补给舰（舷号886），配属东海舰队，也曾随中国海军护航编队赴亚丁湾、索马里海域。第三艘太湖舰于2013年6月18日正式加入北海舰队战斗序列，并于当年8月派往亚丁湾参加护航行动。而第四艘巢湖舰（舷号890）也于2013年9月12日进入东海舰队服役。
2025年8月11日，中國海警與解放軍海軍發生碰撞重大事故，補給艦洪湖號（舷號906）靠近並給予協助，另有多艘民兵船隻在黃岩島淺灘以東15至25海里處進行搜救，研判當時「南域號」艦艏有人落海漂流。